# Polybia occidentalis
Polybia occidentalis е вид насекомо от семейство Оси (Vespidae).

## Разпространение
Видът е разпространен в Централна и Южна Америка.